# LTI TX4
El  LTI TX4 es un automóvil especialmente diseñado para cumplir las funciones de un taxi fabricado por la compañía LTI. Este es el último de una larga saga de automóviles diseñados para el mismo trabajo que el que desempeña el TX4, fabricada por London Taxis International (anteriormente conocida como Carbodies). Su diseño ha evolucionado del antiguo Austin FX4, que fue conocido en su época como Fairway. El TX4 toma la mayor parte de su diseño exterior de su predecesor, el TXII. Ahora presenta una nueva parrilla delantera, un interior rediseñado, parachoques delantero y trasero modernizados y un marco de matrícula posterior diferente. Ahora también dispone de reposacabezas, como resultado de la aplicación de las normas de seguridad, con dos equipados en la partición central para ser usados en los asientos colocados a contramarcha, además de otras muchas revisiones.
El TX4 ofrece un motor diésel de 2,5 L fabricado por VM Motori, conectado electrónicamente a una caja de cambios automática fabricada por GM Chrysler, también usada en modelos como el Jeep Cherokee. También existe una versión con transmisión manual. 
El motor y la transmisión se construyen en un marco hidroformado e independiente del resto del chasis, debido a su naturaleza de construcción con doble estructura. 
La suspensión delantera, al igual que la de sus predecesores, es de resorte helicoidal; mientras que la trasera ya no es como la anticuada ballesta, siendo ahora similares a las delanteras. En el eje anterior también equipa una barra estabilizadora como en los automóviles modernos. 
Anecdóticamente, la razón de que no exista un modelo TX3 y de que la marca decidiera nombrarlo directamente como TX4 se debe a que su nuevo motor es capaz de superar la norma Euro 4 con respecto a sus emisiones contaminantes y por tener una conexión con el famoso Austin FX4.

## Mercado chino
En enero de 2007, en una reunión extraordinaria de los accionistas de LTI, se aprobó un acuerdo de colaboración con Geely Automobile, que permitía a esta última fabricar el TX4 en China.

## Problemas por fuego
En septiembre de 2008, debido al fuego iniciado en el motor de 15 unidades del TX4 forzó la necesidad de una revisión parcial del modelo. Un limitado número de vehículos fueron afectados, y el Public Carriage Office obligó a que todos los modelos cuya matrícula comenzaba por '56' sufrieran una comprobación de seguridad, o sus conductores perderían su licencia de taxista.
Las noticias sobre estos fuegos llenaron los titulares después de que Big George Webley, un presentador de la cadena BBC London 94.9, recibiera las fotografías de un taxi que estalló en llamas en la capital londinense en la calle Upper St. Martin's Lane el día 12 de septiembre de 2008.
Aunque inicialmente, las revisiones eran exclusivamente para una pequeña parte de los vehículos, todos los TX4 sufrieron modificaciones de algún tipo.

## Usuarios privados
En abril de 2009, Stephen Fry, quien normalmente conduce un taxi negro, anunció que adquirió un TX4 para uso y disfrute personal.